# Juan Vicente Gómez
Juan Vicente Gómez Chacón (ur. 24 lipca 1857 w La Mulera, zm. 17 grudnia 1935 w Maracay) – wenezuelski wojskowy, generał, prezydent-dyktator Wenezueli, bliski współpracownik Cipriana Castro (wiceprezydent w jego rządzie). 
W 1908 przejął władzę przy pomocy Amerykanów. Stworzył jeden z najbardziej represyjnych systemów dyktatorskich w Ameryce Południowej. Z powodu wspomnianych represji według prześladowanych przez niego osób   obietnice z jego hasła Pokoju, Jedności i Pracy  można było znaleźć na cmentarzach (pokój) w więzieniach (jedność) i  przymusowych robotach (pracę).

## Odznaczenia (lista niepełna)
- Wielki Łańcuch Orderu Oswobodziciela (Wenezuela)
- Krzyż Wielki Orderu Francisco de Miranda (Wenezuela)